# Dominique Bosshart
Dominique Bosshart (ur. 7 października 1977 w Morges, Szwajcaria) – kanadyjska zawodniczka taekwondo, brązowa medalistka olimpijska z Sydney (2000), wicemistrzyni świata.
W 2000 roku wystąpiła na igrzyskach olimpijskich w Sydney. W zawodach zdobyła brązowy medal olimpijski w kategorii powyżej 67 kg. Uczestniczyła również w kolejnych igrzyskach, w 2004 roku w Atenach, podczas których zajęła siódme miejsce w tej samej kategorii wagowej. 
W 1999 roku w Edmonton zdobyła srebrny medal mistrzostw świata w kategorii powyżej 72 kg. W latach 1995–1999 wywalczyła dwa brązowe medale igrzysk panamerykańskich, w latach 1996–2006 sześć medali mistrzostw panamerykańskich (dwa złote i cztery brązowe), a w 2004 roku została mistrzynią Kanady.